# Jean III de Vendôme
Pour les articles homonymes, voir Jean III.
Jean III de Preuilly dit l'Ecclésiastique († 1217) comte de Vendôme (1209-1217), fils de Bouchard IV et d'Agathe.
D'abord entré dans les Ordres, d'où son surnom, il en est relevé pour devenir comte à la mort de son neveu Jean II de Vendôme et pour pouvoir prendre femme. Il épouse Marie de Châtillon, mais le mariage reste sans postérité.
Philippe Auguste ayant confirmé son emprise sur la Normandie, l'Anjou, le Maine, la Touraine et le Poitou, Jean III lui jure fidélité en 1212 à Soissons.
Jean III est également le plus ancien comte de Vendôme pour lequel les monnaies sont conservées.